# Coxiella burnetii
Coxiella burnetii е вид вътреклетъчна патогенна бактерия причинител на заболяването Ку-треска. Род Coxiella към който е причислен видът морфологично е подобен на рикетсиите, но има известни физиологични и генетични различия. C. burnetii e малка Грам отрицателна бактерия с две фази за растеж и развитие и притежава спорна форма, която е способна да оцелява в почвата дълго време. Тази форма може да оцелее дори под въздействието на обикновените дезинфектанти и е устойчива на много други въздействия на външната среда.

## История и наименование
Изследвания през 20-те и 30-те години на ХХ век идентифицират нов тип микроорганизми наречени рикетсии. Те били изолирани от кърлежи и не успяват да преминат през микрофилтър. Първото описание на микроорганизъм от този род най-вероятно е било на Coxiella burnetii. Окончателни описания са публикувани в края 30-те в резултат на изследванията на заболяването Ку-треска от Едуард Холбрук Дерик и Макфърлейн Бърнет в Австралия и от Хералд Реа Кокс и Гордън Дейвис в САЩ.
Кокс и Дейвис предлагат микроорганизма да се нарече Rickettsia diaporica, което на старогръцки означава „който има способността да минава“. В същото време Дерик предлага името Rickettsia burnetii в чест на Бърнет, който имал сериозен принос в намирането на организма. По-късно става ясно, че видът се различава значително от останалите рикетсии и това налага отделянето му в отделен подрод наречен на Кокс, Coxiella. През 1948 г. Корнелиус Б. Филип отделя подрода в отделен род на семейство Coxiellaceae.

## Биологично оръжие
САЩ са включили Coxiella burnetii в списъка на седемте биологични агента използвани в програмата за биологично оръжие на страната.